# Đèn đá

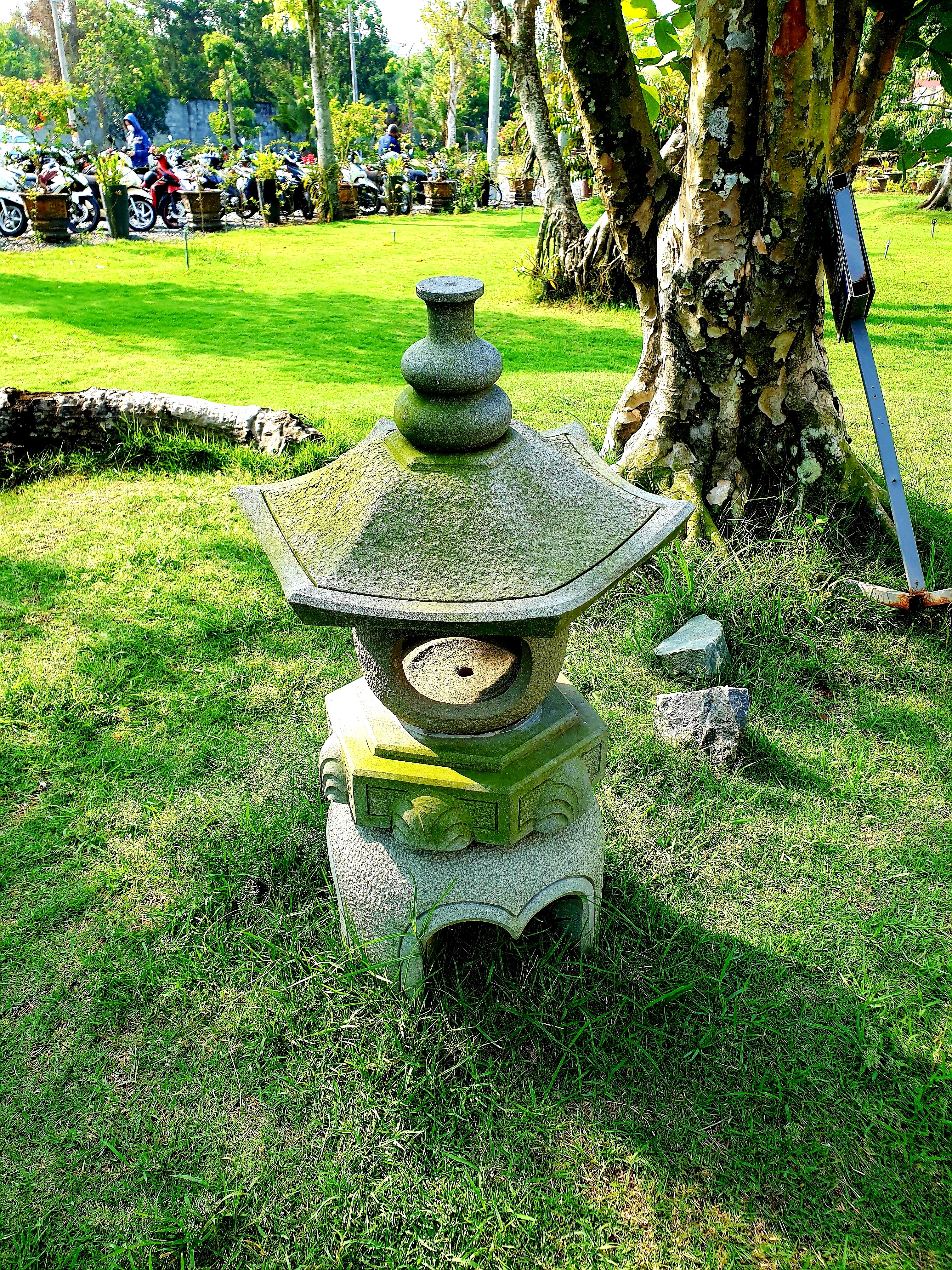
Một kiểu đèn đá ở Việt Nam

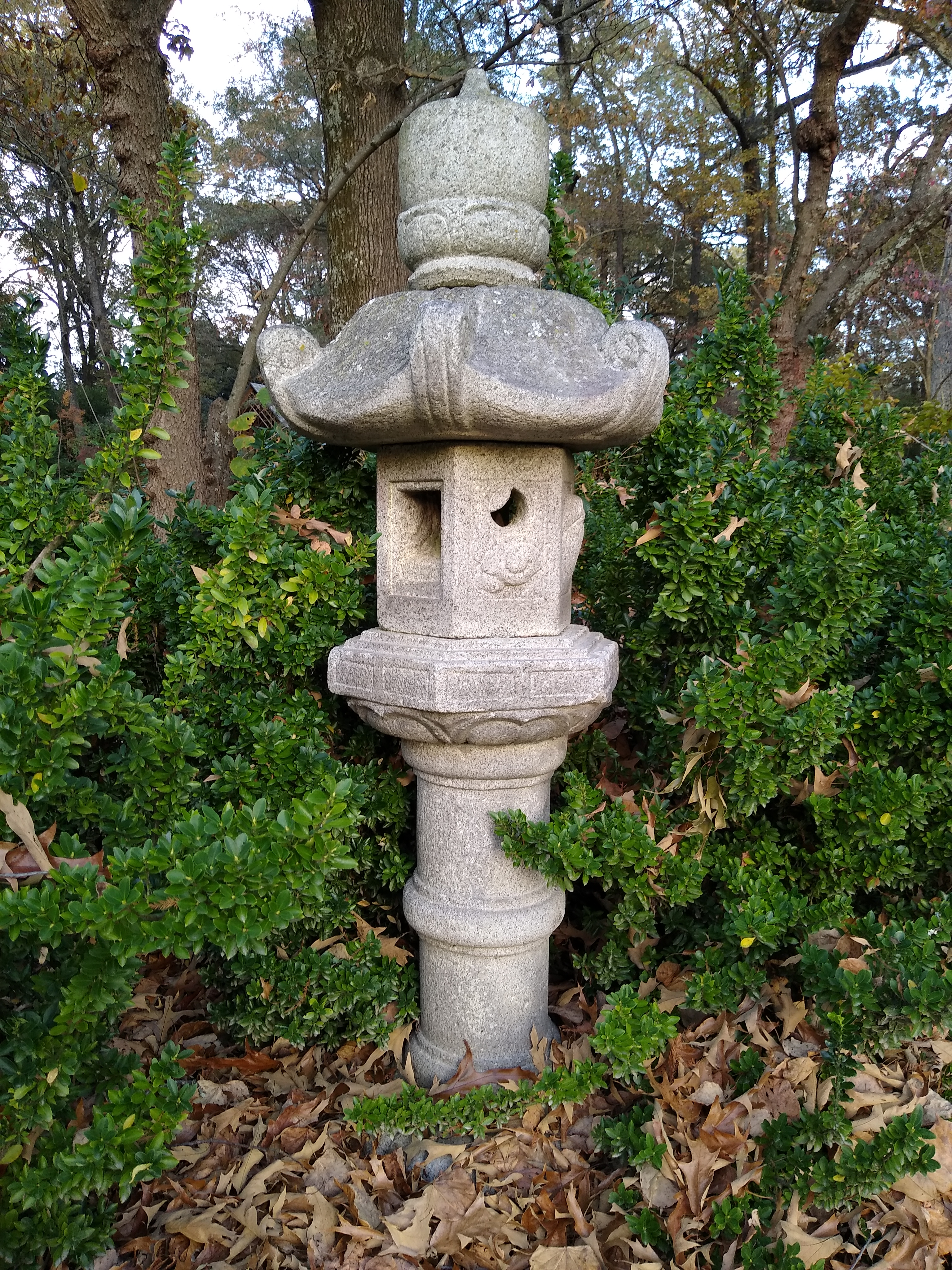
Đèn đá ở Nhật Bản

Đèn đá hay đèn lồng đá là một loại đèn bằng chất liệu đá, phổ biến ở vùng văn hóa Đông Á (Việt Nam, Trung Quốc, Nhật Bản, Triều Tiên), có cấu tạo là một chiếc đèn lồng được làm bằng các với cấu tạo là một chiếc đèn lồng được làm bằng các nguyên vật liệu như đá, gỗ, hoặc kim loại ở vùng Viễn Đông (vàng, đặc biệt là bạc) trong đó đá là nguyên liệu chính. Đèn đá được thiết kế từ những khối đá đẽo gọt thành các trụ kiên cố và trên đó có một chiếc lồng và trong lồng có một không gian nhỏ để chứa các vật liệu cháy nhằm thắp sáng cho đèn. Kiến trúc của đèn đá mang đậm phong cách kiến trúc của Phật giáo và kiến trúc Á Đông với mái đèn hình chóp liên tưởng đến bông sen. Đèn đá có thể tồn tại ở Trung Quốc và ở Triều Tiên dù vậy không phải phổ biến như ở Nhật Bản.
Ở Nhật Bản, đèn đá ban đầu chỉ được sử dụng trong các ngôi đền Phật giáo, nơi đó những chiếc đèn được sắp xếp hàng dọc theo đường đi và chiếu sáng đường dẫn (bậc thang) lên những ngôi đèn này. Đèn lồng thắp sáng sau đó được coi là một cúng cho Đức Phật đặc biệt thịnh hành trong thời kỳ Heian (794- 1185) đặc biệt là thịnh hành ở vùng Hiraizumi, một vùng đất ở phía Bắc Nhật Bản nơi đạo Phật rất phát triển.
Tuy nhiên, người Nhật bắt đầu được sử dụng trong đền thờ Thần đạo và lắp đặt trong nhà riêng. Chiến đèn đá cổ xưa còn tồn tại lâu đời nhất và những chiếc đèn lồng đá được tìm thấy ở Nara. Trong thời Azuchi- Momoyama (1568-1600) đèn đá đã được phổ biến rộng rãi, nhiều người sử dụng như một trang trí trong vườn của mình. Đèn đá vì được thiết kế bên cạnh chức năng chiếu sáng còn là chức năng trang trí, thẩm mỹ và tôn giáo. Độ chiếu sáng của đèn không cao, chỉ le lói và có tác dụng dẫn đường, định hướng là chính.